# Eulechria triferella
Eulechria triferella là một loài bướm đêm thuộc họ Oecophoridae. Nó được tìm thấy ở New South Wales và Queensland.
Ấu trùng ăn các loài the dead leaves của Eucalyptus. They can be được tìm thấy ở dead leaf litter.